# スイス国鉄RFe4/4形電車

スイス国鉄RFe4/4形の組立図

スイス国鉄RFe4/4 601号機、編成を組む軽量客車と屋根や車体下の高さが揃えられている、1940年

’スイス国鉄RFe4/4形電車'(スイスこくてつRFe4/4がたでんしゃ)は、スイスのスイス連邦鉄道（SBB: Schweizerische Bundesbahnen、スイス国鉄）の本線系統で使用されていた荷物電車である。なお、本機は形式名上は電車であるが、外観や用途が電気機関車に近いため、電気機関車に分類される場合もある。

## 概要
スイス国鉄では1930年代にジュネーヴ-ベルン-チューリッヒ-ザンクト・ガレン間の都市間列車用の運転を計画していたが、本機はこの牽引用として軽量客車3両程度を牽引できる軽量高速の荷物電車として1940年に601-603号機の3両が製造されたもので、外観は機関車に近いものであるが、技術的、装備的には本線の高速列車用や団体、臨時列車用として発達したRBe2/4形やRAe4/8形、RABDe8/16形などの軽量高速電車をベースとした機体となっている。本機はBo'Bo'の車軸配置と、タップ切換制御による最大62.7kNの牽引力と125km/hの最高速度を特徴とする軽量高速機で、車体、機械部分の製造をSLMが、電機部分の製造をBBC、MFO、SAASが、台車の製造をSIGが担当している。

## 仕様

### 車体
- 車体はプレス鋼を多用した丸みを帯びたデザインの軽量車体で、当時の軽量客車と屋根や車体下のラインが揃うように設計されたもので、同時期に製造されたAm4/4形[10]やAm4/6形[11]、後のRe4/4I形やBDe4/4形と同様のものである。正面はRの深い丸妻で貫通幌座および貫通扉付きの3枚窓で、窓下部左右に小形の丸型前照灯を、貫通幌枠上部に小型の丸型前照灯を、その下の貫通幌枠内上部に標識灯を設置しており、屋根の車体高一杯近い高さまである幌枠が特徴である。側面は平滑で両側面の後位側に荷物室扉が設置され、右側面中央部に機器室点検蓋が、左側面前後部に主電動機および主変圧器冷却油の冷却気取入用のルーバーが、その他の荷物室部には保護棒付の明取窓が設置されている。連結器はねじ式連結器で緩衝器（バッファ）が左右、フック・リングが中央にあるもので、その下部の台車前部にスノープラウが設置されている。
- 屋根は二重屋根として内屋根と外屋根の間に主抵抗器を設置し、外屋根の側面には冷却気取入用の金網付きのルーバーを、正面と上面に排熱用のスリットを多数設けるRAe4/8形やRABDe8/12形と同様の構成となっている。そのほか屋根上両端には菱型の集電装置が設置されている。
- 台枠は鋼材を箱型に組んで構成されており、台車もその中にはまり込む形で装備されている。車体内荷物室の左側前後部と右側中央部には小形の機器室が、右側の前位側には郵便仕分棚が、後位側には係員室などが配置されている。床下は中央部に主変圧器が、その後位側には電動空気圧縮機と空気タンクが設置され、主変圧器左側には蓄電池箱とその前後に主変圧器冷却油用のオイルクーラーが設置されている。
- 運転室は奥行1750mmで両側に下落窓付の乗降扉がある構造で、運転時はスイスやドイツで一般的な円形のハンドル式のマスターコントローラーにより操作を行う。
- 車体塗装は濃緑色で、当初は標記類は設置されていなかったが、後に側面の前位側下部にスイス国鉄の紋章とその前後に「SBB」と「CFF」がレタリングされている。また、側面の手すり類と幌枠は銀、屋根および屋根上機器はライトグレー、床下機器と台車はダークグレーである。

### 走行機器
- 本機は荷物電車ではあるが、走行機器はRAe4/8形やRABDe8/12形といった軽量高速電車の流れを汲むものとなっており、定格速度も90km/h台と高い設定となっているのが特徴である。
- 制御方式はタップ切換制御で、主変圧器は油冷式のものを床下に搭載して力行20段のタップ切換を行い、10段までは主抵抗器による制御を併用している。
- ブレーキ装置は空気ブレーキと手ブレーキ装置を装備するほか、電気ブレーキとしてタップ切換装置と主抵抗器による発電ブレーキを装備する。
- 主電動機は交流整流子電動機 を4台搭載し、動輪上出力として連続定格925kW、1時間定格985kW、最大牽引力62.7kNの性能を発揮する。冷却はファンによる強制通風式で、冷却風は車体左側面のルーバーから吸入する。
- 台車は軸距2700mm、車輪径900mmの鋼板溶接組立式台車で、車体支持点を極力低くしたRAe4/8形と同一構造のものとしている。
- 軸箱支持方式は円筒案内式、牽引力伝達は台車枠から揺枕へはリンクで、そこから車体へは心皿で伝達され、枕バネは重ね板バネ、軸バネはコイルバネとしている。主電動機は台車枠に装荷されて中空軸とフレキシブル継手を使用したBBCのスプリングドライブに類似した駆動装置で動輪に伝達される方式となっている。
- 本機はは当初から重連総括制御が可能であり、方式はSystem IIであったが、制御車からの遠隔制御には対応していなかった。

### 主要諸元
- 軌間：1435mm
- 電気方式：AC15kV 16.7Hz 架空線式
- 最大寸法：全長15800mm、車体幅2950mm、全高4500mm（パンタグラフ折畳時）
- 軸配置：Bo'Bo'
- 軸距：2700mm
- 台車中心間距離：9800mm
- 動輪径：900mm
- 自重：47.0t（最大50.5t)
- 荷重：3.5t
- 走行装置
  - 主制御装置：タップ切換＋抵抗制御、力行20段、発電ブレーキ
  - 主電動機：交流直巻整流子電動機×4台
  - 減速比：3.17
- 出力・牽引力
  - 動輪周上出力：925kW（連続定格、於93km/h）、985kW（1時間定格、於91km/h）
  - 牽引力：38.2kN（1時間定格）、62.7kN（最大）
- 最高速度：125km/h
- ブレーキ装置：空気ブレーキ、発電ブレーキ、手ブレーキ

## 運行・廃車
- 本機は1940年3月から運用に入り、ジュネーヴ-チューリッヒ間などで使用されている。
- しかしながら、第二次世界大戦による鉄道輸送量の増加に伴い列車の編成両数が増加し、重連で10両程度の客車を牽引する当初の目論見と異なる運用となったことや、それに伴い編成中の荷物車と本機の荷物室とに分かれてしまい運用上不便となったことなどから、当初本機クラスの動力車を使用する予定であった都市間高速列車はより出力の高い電気機関車による牽引とすることとなり、1946年には本機の運用経験とベルン-レッチュベルク-シンプロン鉄道[12]のAe4/4形の技術をもとにRe4/4I形が製造され、本機は1944年に全機廃車となり、私鉄へ譲渡されている。

## 譲渡

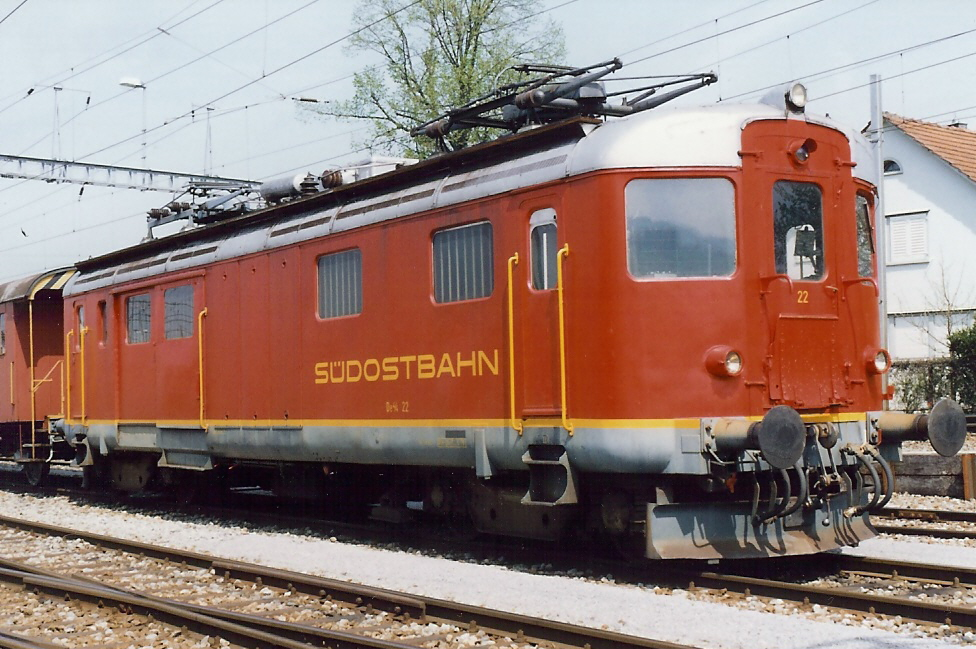
スイス南東鉄道De4/4 22号機、ザムシュターガーン駅、1995年

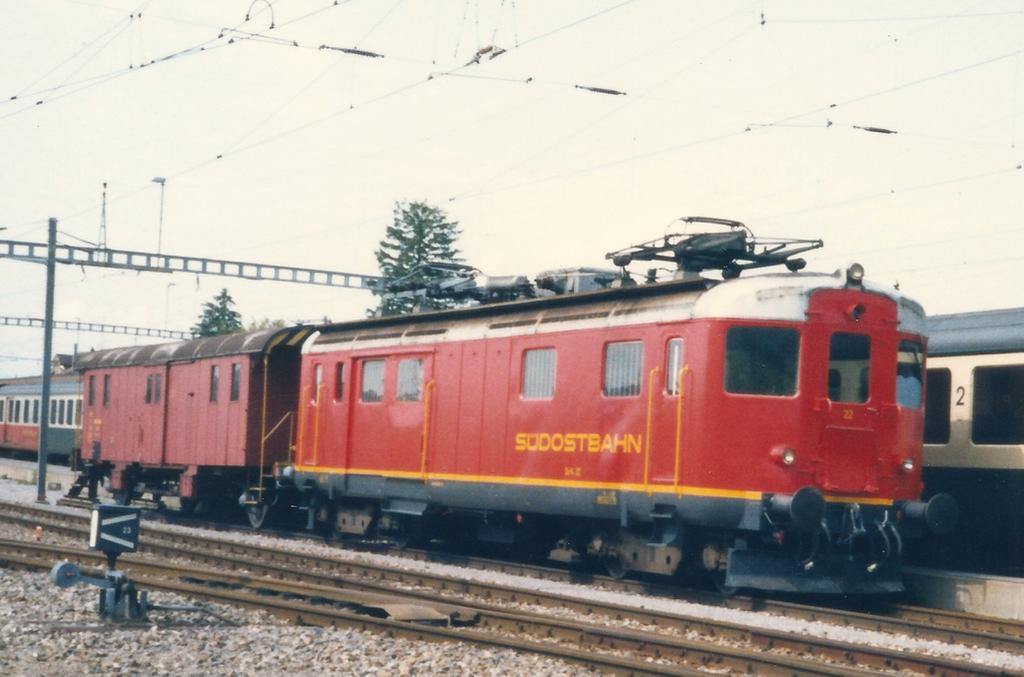
スイス南東鉄道De4/4 22号機、前面貫通扉埋込後、ザムシュターガーン駅、1988年

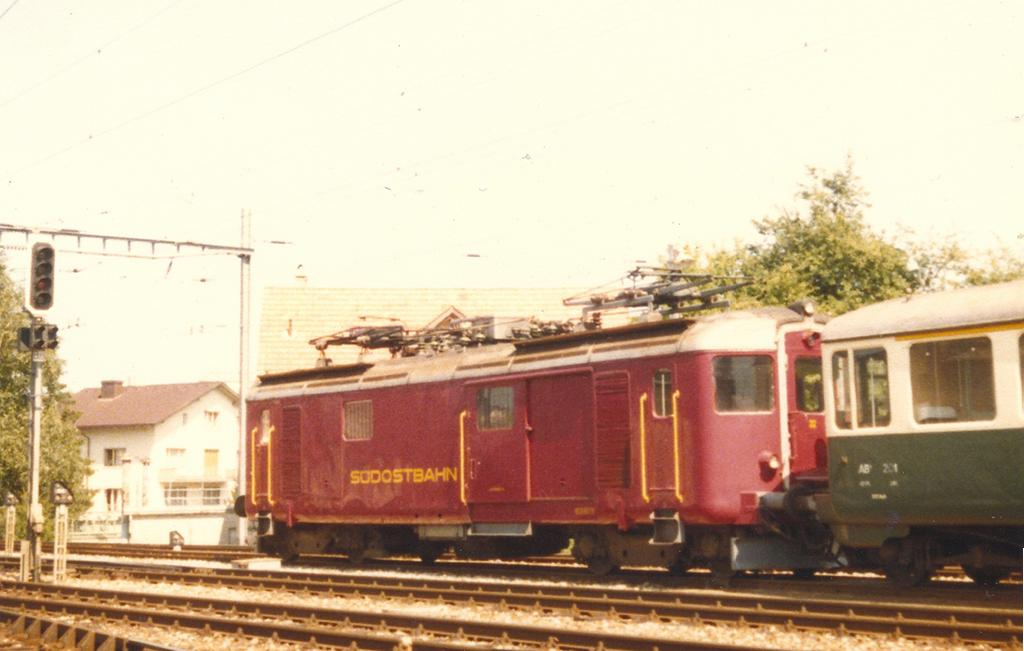
スイス南東鉄道De4/4 22号機、前面貫通扉埋込前の原形に近い状態、アインジーデルン駅、1985年

1944年に全機がスイス国鉄から譲渡されている。譲渡先および形式、機番は以下の通り。なお、譲渡に際しては全機とも最高速度を125km/hから90km/hとするなど若干の改造を実施している。

### 601号機
- 1944年 - ボーデンゼー-トゲンブルク鉄道[13]へ譲渡 - Fe4/4形50号機
  - 1960年 - Fe4/4形25号機に改番
  - 1962年 - 称号改正[14]、De4/4形25号機となる
- 1978年 - ジールタル・チューリッヒ・ユトリベルク鉄道[15] - De4/4形51号機
- 1994年 - オエンジンゲン-バルシュタル鉄道[16] - RFe4/4形601号機、復元改造を実施
- ジールタル・チューリッヒ・ユトリベルク鉄道では後に制御車からの遠隔制御に対応できるよう重連総括制御装置が変更され、正面貫通扉は閉鎖されている。
- オエンジンゲン-バルシュタル鉄道ではスイス国鉄時代の姿に復元工事が実施され、スイス国鉄塗装への復元、前照灯類と正面貫通扉の復元、各窓類と主抵抗器や台車の交換や手入れがなされて、1997年のスイス国鉄150周年のパレードにも参加している。なお、同鉄道での形式は"RFe"であるが最高速度は90km/hのままである。

### 602号機
- 1944年 - スイス南東鉄道[17]へ譲渡 - Fe4/4形22号機
  - 1962年 - 称号改正、De4/4形22号機となる
- 1990年代 - 廃車

### 603号機
- 1944年 - スイス南東鉄道へ譲渡 - Fe4/4形23号機
  - 1962年 - 称号改正、De4/4形23号機となる
- 1990年代 - ドイツの旧型車両運行会社であるClassic Rail AGへ譲渡